# Adinandra javanica
Adinandra javanica là một loài thực vật có hoa trong họ Pentaphylacaceae. Loài này được Choisy mô tả khoa học đầu tiên năm 1855.
Phạm vi bản địa của loài này là từ vùng Jawa đến Quần đảo Lesser Sunda. Nó phát triển chủ yếu trong quần xã sinh vật nhiệt đới ẩm ướt.